# مصطفى غايبي
الشيخ مصطفى أو غيبيجا كان غايبي درويشًا من القرن السابع عشر من البوسنة العثمانية، وأصبح ضريحه (توربته) في ستارا غراديسكا في سلافونيا ، في كرواتيا حاليًا، موقعًا بارزًا لطقوس زيارة المسلمين. كان يعتبره بعض الكاثوليك نبيًا. كتب باللغة التركية العثمانية خطابًا حول قواعد الطريقة الجلفتي الصوفية التي ينتمي إليها. كما كتب رسائل انتقد فيها أنواعًا مختلفة من المخالفات التي اعتبرها منتشرة في الإمبراطورية العثمانية. تحتوي رسائله على تعبيرات ذات مظهر صوفي يصعب فهمها. يشتهر بأنه تنبأ بهزيمة العثمانيين في معركة فيينا عام 1683 وما تلاها من خسارة لأراضيهم شمال نهر سافا. وفقًا لمصدر كاثوليكي محلي، قتل جندي عثماني غايبي في ستارا غراديسكا، على الضفة اليسرى لنهر سافا، بعد أن رفض الهروب مع مسلمين آخرين عبر النهر قبل تقدم جيش هابسبورغ؛ استولوا على ستارا جراديسكا في عام 1688. في عام 1954 ، تم نقل توربته عبر سافا، إلى بلدة جراديسكا في البوسنة والهرسك.

## حياته
لا يُعرف سوى القليل عن حياة مصطفى الجعيبي. ولد في مطلع القرن السابع عشر، ربما في سنجق كليس، الجزء الغربي من إيالة البوسنة، في الإمبراطورية العثمانية. التحق بالطائفة الجلفيتية من الشكل الصوفي للإسلام المعروف بالصوفية، وأصبح شيخًا صوفيًا، أي المعلم الروحي لمجموعة الدراويش. [بحاجة لمصدر] اشتق لقبه من الصفة العربية جاحيب، بمعنى «مخفي» أو «غامض»؛ يشار إليه بالتركية العثمانية باسم مصطفى أفندي صاحب (مصطفى افندى غائبي). كان شيخه محمود هديّي كاتبًا صوفيًا شهيرًا ومنظّم الطريقة الجلفتيّة. كان مقر هدي في منطقة أسكودار في اسطنبول، حيث توفي عام 1628. تقابل جيبي مع رجال من ذوي الرتب العالية، منتقدًا أنواعًا مختلفة من المخالفات، مثل العنف والفجور والتقوى الزائفة والفساد والرشوة، والتي اعتبرها منتشرة في الإمبراطورية العثمانية. في إحدى رسائله، وقع على نفسه باسم الفقير الصاحب سرّي حيدان كوبرز، أي «فقير (أو فقير) غايبي، زعيم الحجاج من كوبرس». هذا أمر غير متوقع تمامًا بالنسبة لدرويش، حيث كان الحجاج في الغالب من اللصوص المسيحيين الذين تحدوا الحكم العثماني في البلقان. هناك سجلات لبعض الحجاج المسلمين، لكن توقيع غايبي ربما كان احتجاجًا رمزيًا على أفعال الطبقة الحاكمة. كان لديه ابن، كان أيضًا درويشًا. تاريخ مكتوب باللاتينية بواسطة كاهن كاثوليكي في عام 1838 بعنوان (كتاب ذكرى أبرشية ستارا غراديسكا)، يحتوي على قسم بعنوان، أو «حول قبر العظيم النبي غيبيا». وفقًا لهذا المصدر، عاش جايبي في قلعة استار جارديسكا عندما اندلعت الحرب التركية العظمى في عام 1683. كانت هذه القلعة والمستوطنة الواقعة على الضفة اليسرى لنهر سافا في منطقة سلافونيا جزءًا من بلدة غراديشكا التي امتدت على جانبي النهر. استولى العثمانيون على جراديشكا عام 1535 ، كجزء من توسعهم شمالًا في أراضي مملكة المجر بعد معركة موهاج. اكتمل غزو سلافونيا بحلول عام 1559 ، وانتشرت الثقافة العثمانية والإسلام في هذه المنطقة، جنبًا إلى جنب مع تدفق السكان المسلمين من البوسنة. إن وجود الدراويش مشهود جيداً في سلافونيا. الجايبي هو الأكثر شهرة بين الدراويش الذين عاشوا في سلافونيا. لكن ليبر يقترح أنه ربما كان مسيحياً. يذكر أنه وضع علامة الصليب على أبواب بعض المنازل أثناء انتشار وباء الطاعون، وأن تلك المنازل نجت من المرض. في عام 1683 ، قاد الصدر الأعظم كارا مصطفى باشا الجيش العثماني لغزو فيينا. وفقًا لـ ليبير، أرسل رسولًا إلى جايبي ليسأله كيف سيكون الأمر. تنبأ غيبي بنتيجة سيئة للعثمانيين وخسائر كبيرة لقواتهم، الذين تحدث إليهم أيضًا بهذا المعنى أثناء مرورهم عبر غراديشكا. بعد الهزيمة في فيينا، سأل كارا مصطفى باشا جايبي مرة أخرى سؤالاً مماثلاً. رد غايبي ببيان قصير، والتي تعني «حدود سافا وظهري» باللغة الصربية الكرواتية. استولى الجيش النمساوي على قلعة ستار جراديسكا في عام 1688 ، واستعادها العثمانيون في عام 1690 ، لكنهم فقدوها أخيرًا في عام 1691.وفقًا لـ ليبير، فقد هرب سكانها المسلمون عبر سافا، لكن جايبي أراد البقاء هناك. غضبًا من ذلك، قتل جندي عثماني غايبي بفأس. عثر النمساويون على جثته ودفنوها على ضفة النهر بالقرب من بوابة القلعة. في معاهدة كارلوويتز، الموقعة عام 1699 ، تم تأكيد سافا كحدود جديدة بين الإمبراطوريتين العثمانية وهابسبورغ.

## قبر
بعد إحلال السلام، بدأ المسلمون من البوسنة المجاورة وأجزاء أخرى من الإمبراطورية العثمانية بالزيارة والصلاة عند قبر بيبي. في التقاليد الإسلامية، ترتكز مثل هذه الزيارات الشعائرية على الإيمان بـ «أعمال النعمة الإلهية من خلال قديسين محددين جلب لهم الموت مستويات أعلى من السلطة الروحية والقدرة على الشفاعة بفضل أعمالهم وفضائلهم في الحياة». ترك قبر غايبي، يأخذ الحجاج بعض الأرض منه ويحتفظون بها كمصدر للقوة المفيدة. وفقًا لـ ليبير، بدأ المسلمون في تبجيل جايبي بعد أن أدركوا أن نبوءاته قد تحققت: لقد هُزموا في فيينا بخسائر فادحة، وأصبحت سافا حدًا، بينما كانت علامة هذه الحدود هي ظهر جايبي، أي جسده مدفون في ضفة النهر. في أسطورة تم جمعها في جراديسكا وتم تسجيلها في عام 1936 في صحيفة بوليتيكو الصربية، تم تمثيل جايبي على شكل رأسي يمشي على سطح النهر ورأسه المقطوع تحت ذراعه.في البداية كان الأمر معقدًا بالنسبة للمسلمين لزيارة قبر غايبي، حيث كان على الأشخاص الذين يدخلون أراضي هابسبورغ من الإمبراطورية العثمانية قضاء بعض الوقت في الحجر الصحي أولاً. وهكذا صلى العديد من المسلمين في غراديشكا على الضفة اليمنى لنهر سافا، مقابل القبر. في منتصف القرن الثامن عشر، طلب المسلمون من سلطات هابسبورغ نقل رفات غايبي إلى غراديسكا، المعروفة أيضًا باسمها التركي بربير. تم رفضهم، لكن السلطات سمحت للحجاج بزيارة القبر دون الحجر الصحي وأقامت سياج اعتصام حوله. تُظهر خريطة لقلعة ستار جراديسكا المرسومة في عام 1750 قبر «النبي جايبيا»، كما هو مذكور في أسطورة الخطة. في عام 1825 ، أمر إمبراطور النمسا فرانسيس الأول ببناء ضريح صغير حولها. كان عبارة عن هيكل مفتوح من ثلاثة جدران مع سقف. في عام 1832 ، سمح الجنرال هايشت، قائد القلعة، للمسلمين بإعادة بناء وترتيب تورب غايبي وفقًا لتصميمهم الخاص. أفادت الصحافة النمساوية في أغسطس 1858 عن زيارة حجاج أتراك من آسيا إلى التوربين. تم تجديده عام 1868 ليحصل على شكله النهائي. تم لاحقًا بناء سياج حديدي حولها، وزُرعت حديقة زهور في باحتها. كانت أقصى شمال مملكة يوغوسلافيا، وقد تأسست عام 1918. في عام 1954 ، بعد الحرب العالمية الثانية وإنشاء يوغوسلافيا الاتحادية الاشتراكية، طلبت جمهورية كرواتيا الشعبية نقل التوربين إلى جمهورية البوسنة والهرسك الشعبية. وهكذا أعيد بناؤها في غراديشكا داخل مقبرة مسجد، حيث هي اليوم أيضًا. إنه هيكل مربع بسقف من الورك، بأبعاد أصغر من التوربينات السابقة في استار جراديسكا. بعد عام 1954 ، التوربين الوحيد المتبقي في الأراضي العثمانية السابقة شمال سافا هو تورب غول بابا، وهو درويش تركي من القرن السادس عشر، في بودابست.

## كتابات
كتب غايبي خطابًا باللغة التركية

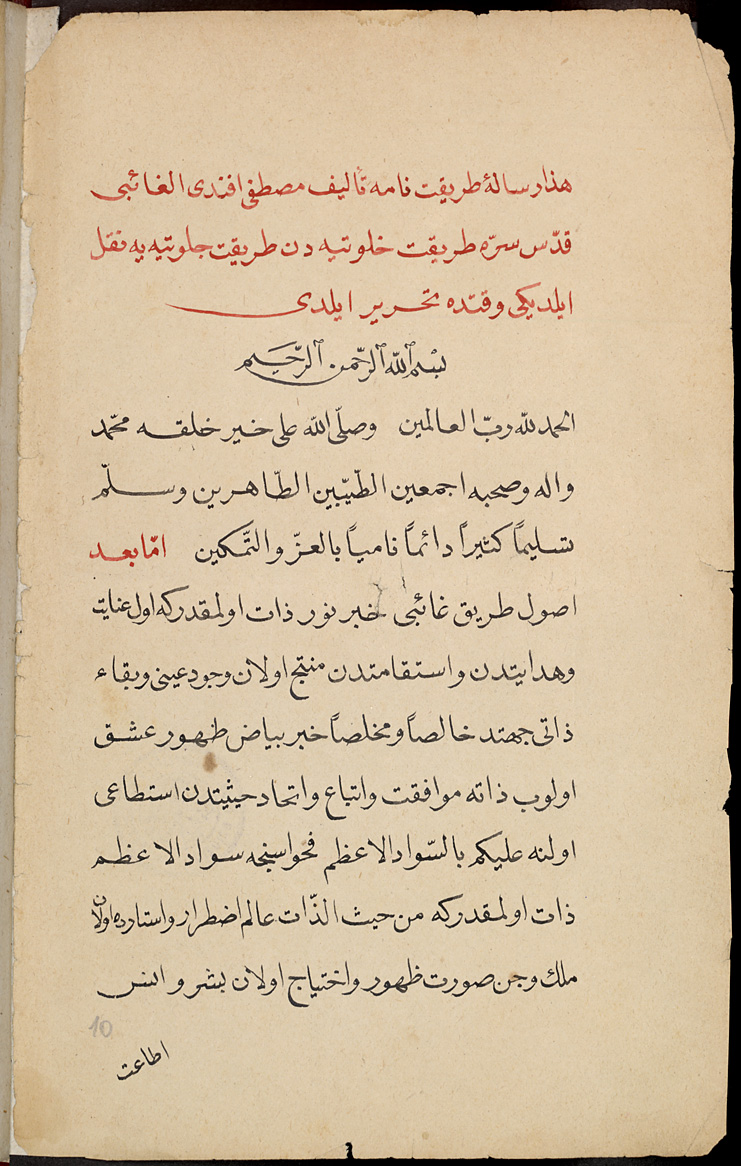
Risāle-i tarīkatnāme by Gaibi, folio 1v, the manuscript 426 TF 7

العثمانية حول قواعد أمر جيلفيتي بعنوان -اسم تركي ريسالي، وقد تم حفظ نسختين منه في المكتبة الجامعية في براتيسلافا، سلوفاكيا (المخطوطات 426 TF 7 و 427 TG 20). [16] وهي جزء من مجموعة باشاجيتش للمخطوطات الإسلامية المحفوظة في المكتبة. تبرع قاضي شرعي من جراديسكا في عام 1894 بكتيب بعنوان ريسالي سيرفيي سيجه مصطفي أفندي جايبا إلى التورب في ستارا جراديسكا. وهي عبارة عن مجموعة من سبعة كتابات للغيبي باللغة التركية العثمانية، بما في ذلك خطاب عن التقوى الصوفية، وخطاب للبوسنة، وشهادة لابنه، وأربعة رسائل. تم العثور على ثلاث رسائل أخرى لغيبي في مجموعة قاديتش المحفوظة في مكتبة غازي خسرو بك في سراييفو. تم نسخها من سجل مفقود كتبه (1646-1721حسين أفندي موزافيريجا)، وهو عالم إسلامي من سراييفو. هناك قصيدة يشار إليها باسم كأسياد جايبيجا، لكن تأليفها موضوع نقاش.كما هو شائع في الكتابات الصوفية، غالبًا ما يستخدم جايبي الإشارة والرمز. إن خطاباته ووصيته ورسالته إلى ابنه ذات طابع تعليمي، بينما تحتوي كتاباته الأخرى على شثيات، أي تعبيرات غريبة عن صوفي متصوف في نشوة. يصعب فهم العديد من العبارات في رسائله. العمل الأول في رسالي شيريف هو رسالته إلى أحد الدراويش في سراييفو، حيث وقع على نفسه باسم توبوز بابا، أي «الأب صولجان». هنا يقول جايبلي، «أنا أمشي على الأرض وألقي الضوء على النجوم. أنا في المرحلة الثالثة. ولكن الضوء يسقط أيضًا على ورود وفضلات الأغنام. لست بحاجة إلى أي من ذلك.» في رسالته إلى محمد جيلبيجا من جاجشي، يوبخه غايبي، «لقد وقع تركي في حب امرأة إيطالية». في الحسرة، يندب غايبي البوسنة التي يضغط عليها الأعداء من كل جانب، ويضيف مأمولاً: «عندما تظهر الفتوحات الأولى والثانية والثالثة، تبرز الفتوحات. وعند ظهور جيم وكاف (ج وك) إن الإسلام سيكون بخير.» تحتوي رسالة غايبي إلى السلطان محمد الرابع على مقدمة كتبها شخص آخر. تمت دعوة غايبي، الذي كان يعيش في بانيا لوكا، لزيارة السلطان في بلغراد، لكنه أرسل الرسالة بدلاً من ذلك. كان الأمر مبهمًا لدرجة أن أحد العلماء شارك في تفسيره. كانت تتألف من اثنتي عشرة نقطة؛ على سبيل المثال، ذكرت النقطة الثامنة، «هناك العديد من الأشكال، لكن واحدة مفقودة». فُسِّر هذا على أنه يعني أن مملكة السلطان كانت مليئة بالعنف والأكاذيب والفجور والفساد وغيرها من الرذائل، وكلها كانت طريقًا خاطئًا، بينما كان الطريق الصحيح مفقودًا، حيث لم يتمسك به أحد. وهناك مجموعة مخطوطات أخرى تحتوي على نسخة من هذه الرسالة، وفيها موقعة باسم «فكير جايبي، قائد الحجاج من كوبرس». تم العثور على رسالتين من غايبي إلى الصدر الأعظم سليمان باشا في بلغراد، مؤرخة إلى عام 1686 ، في مجموعة قاديتش. أولهما يشبه الرسالة الموجهة إلى السلطان وله نفس التوقيع الموجود في تلك النسخة منه. في رسالته الثانية إلى سليمان باشا، قال غيبي: «في الإمبراطورية العثمانية، لا يوجد دين ليس مليئًا بالعنف. فيما يتعلق بالرشوة، أنتم [جميعًا] جعلتموها علنية ومن خلالها فقط يمكن للمرء أن ينجز الأمور.» في النهاية، غيبي يباركه. في رسالته إلى دافود أفنديجا، قاضي بانيا لوكا، يجرؤ غايبي على تدمير بانيا لوكا كما فعل في أويتشي.